# Francisco Arias Álvarez
Francisco Arias Álvarez (Paco Arias, Madrid 18 de mayo de 1911-Madrid 31 de mayo de 1977) fue un pintor de la Escuela de Madrid, Premio Nacional de Pintura en 1952.

## Biografía

### Primeros años
Francisco Arias Álvarez nació un 18 de mayo de 1911 en el número 15 de la calle Manuel Fernández y González de Madrid, en el seno de una familia de tradición artesanal de raíces madrileñas. Su abuelo, Victorio Arias López-Izquierdo, regentaba un importante taller de encuadernación en el número 82 de la calle Mayor, entre cuyos clientes se encontraba la Casa Real. Su padre, Victorio Arias Alonso, continuó la labor de aquél.
Su primer profesor de dibujo, Roberto Rodríguez Pintado, le presentó en el Centro de Hijos de Madrid para seguir clases de dibujo y de ahí pasó, en 1924, a la Escuela de Artes y Oficios, en la calle Marqués de Cubas, con los profesores Carlos Vergel y Enrique Martínez Cubells, entre otros. Mientras, aprendió el oficio de encuadernador en el taller familiar bajo la dirección de su padre y de su abuelo, antes de su ingreso en la Real Academia de Bellas Artes de San Fernando.

### Formación
Estudió en la Real Academia de Bellas Artes de San Fernando entre 1926 y 1931. Allí encuentra amigos como Rafael Zabaleta, Juan Antonio Morales y los hermanos Maruja Mallo y Cristino Mallo. Con este último compartirá muchos años estudio en la calle de la Verónica 13 de Madrid. Sus profesores son Manuel Menéndez, Rafael Doménech, Marín Magallón, José Garnelo, Moreno Carbonero y Cecilio Pla.
Obtuvo las becas de El Paular (1931) y la de la Casa del Maestro de Toledo (1930), y en 1951 ganó una beca del gobierno francés y se trasladó a París.

### Actividad
Detesto la pirotecnia en la pintura y en la vida, la elimino a sabiendas.

Francisco Arias

Se inicia como pintor antes de la guerra civil. En 1932 participó por primera vez en la Exposición Nacional de Bellas Artes con su obra "Nacimiento". Después de este primer intento sin éxito, cumple su servicio militar en el Marruecos español.
En 1936 logra un accésit en los Concursos Nacional de Pintura, junto a Gregorio Prieto y José Frau, siendo el primer premio para Aurelio Arteta y el segundo para Ramón Gaya, con un jurado compuesto por Timoteo Pérez Rubio, José López-Rey, Ángel Vegue y Goldoni, Ricardo Fernández Balbuena, Benjamín_Palencia y Enrique Estévez.
En 1946, con 35 años, presentó su primera exposición individual en la Galería Buchholz de Madrid con cuarenta y nueve cuadros, que supuso su proyección nacional e internacional. En 1952 obtuvo el Premio Nacional de Pintura, y en 1964 la Medalla de Oro de la Exposición Nacional de Bellas Artes.
Aficionado a las tertulias en el Café_Gijón, tuvo su segundo estudio en un ático de la calle Ríos Rosas.

### Premios y becas
- Becado por el Ministerio de Instrucción Pública para la asistencia a la Escuela de Bellas Artes de San Fernando (1926-1931).
- Becado por la Casa del Maestro de Toledo (1930)
- Pensionado por la Escuela de Bellas Artes de San Fernando en la Residencia de Pintores de El Paular (1931).
- Título y ejercicio de Profesor de Dibujo en la Escuela Superior de Bellas Artes de San Fernando.
- Tercer áccesit en la Exposición Nacional de Bellas Artes de 1936.
- Segundo premio en la Primera Exposición Española de Pintura y Escultura, Salamanca (1944).
- Áccesit en el Concurso Nacional de Pintura de 1949.
- Gran Premio del Círculo_de_Bellas_Artes de Madrid (1949).
- Primer Premio de Carteles del XIII Congreso Internacional de Oleicultura (1950).
- Becado por el gobierno de Francia, se traslada a pintar a París (1951).
- Premio del Carnegie Institute, Pittsburgh, USA (1951)
- Premio Nacional de Pintura (1952).
- Tercera Medalla de la Exposición Nacional de Bellas Artes de 1953.
- Medalla de Plata del XII Salón de Otoño del Círculo de Bellas Artes de Madrid (1953).
- Segundo Premio del Concurso Nacional de Pintura de Alicante (1954).
- Segundo Premio en la VIII Exposición de Arte, Casino de Salamanca (1957).
- Primer Premio en el Certamen Nacional de Córdoba (1958).
- Segundo Premio en la IX Exposición Nacional de Arte, Montilla, Córdoba (1959).
- Premio del Ayuntamiento de Granada en la Exposición Nacional de Bellas Artes (1960)
- Beca de creación artística de la Fundación_Juan_March (1960).
- Segunda Medalla en la Exposición Nacional de Bellas Artes de 1962
- Medalla de la Universidad en la II Bienal de Pintura y Escultura en Zaragoza (1963).
- Gran Premio de Pintura del II Certamen Nacional de Artes Plásticas (1963)
- Primera Medalla de la Exposición Nacional de Bellas Artes de 1964.
- Pámpano de Oro en la XXV edición de la Exposición Nacional de Valdepeñas (1964).
- Premio Azorín del Concurso Internacional de Pintura Mediterránea de Alicante (1966).
- VII Medalla María Vilaltella, Lérida (1967).

### Exposiciones individuales
- 1946. Galería Buchholz, Madrid
- 1947. Galería Biosca, Madrid
- 1947. Ateneo_de_Madrid
- 1948. Museo de Arte Moderno, Madrid; Galería Biosca, Madrid; Sala Studio, Bilbao
- 1949. Museo de Arte Moderno, Madrid; Galería Wiot, Las Palmas de Gran Canaria
- 1950. Sala Proel, Santander; Galería Velázquez, Buenos Aires; Galería Biosca, Madrid
- 1951. Museo de Arte Moderno, Madrid; Galería Velázquez, Buenos Aires; Ateneo Jovellanos, Oviedo. Exposición colectiva en Galdar (Gran Canaria).
- 1952. Museo Español de Arte Contemporáneo (nueva denominación del Museo de Arte Moderno); Sala Proel, Santander; Sala Turner, Madrid;
- 1953. Casa de América, Granada; Galería Sur, Santander.
- 1954. Galería Sur, Santander
- 1957. Ateneo de Madrid
- 1958. Sala San Eloy, Salamanca
- 1959. Sala Altamira, Madrid; Sala Sur, Santander
- 1960. Galería Velázquez, Madrid
- 1961. Museo Español de Arte Contemporáneo; Galería Estudio, Bilbao; Sala Arthogan, Bilbao
- 1962. Galería Sur, Santander; Sala San Eloy, Salamanca; Librería Afrodisio Aguado, Madrid
- 1963. Galería Biosca, Madrid; Galería Illescas, Bilbao; Librería Afrodisio Aguado, Madrid
- 1965. Ateneo de Santander; Museo Munic. Santa Cruz de Tenerife; Gabinete Literario de Las Palmas de Gran Canaria; Sala El Bosco, Madrid
- 1966. Sala Libros, Zaragoza; Galería MIqueldi, Bilbao; Galería Estil, Valencia; Sala San Eloy, Salamanca
- 1967. Galería Kreisler, Madrid
- 1968. Caja de Ahorros Provincial de Valladolid
- 1969. Galería Kreisler, Madrid; Galería Castilla, Valladolid
- 1970. Galería Frontera, Madrid; Sala Castilla, Valladolid; Sala Arte, Bilbao; Galería Sur, Santander; Sala Libros, Zaragoza; Galería Kreisler, Madrid
- 1971. Galería Sur, Santander
- 1972. Galería Kreisler, Madrid; Galería Kreisler, Nueva York; Galería Niké, Valencia
- 1973. Galería Sur, Santander. Sala Libros, Zaragoza
- 1975. Galería Biosca, Madrid; Galería Caledonia, Bilbao
- 1978. Museo Municipal de Bellas Artes, Santander
- 1981. Exp. homenaje, Galería Gavar, Madrid
- 1990. Exp. antológica, Centro Cultural Conde Duque. Ayuntamiento de Madrid

### Exposiciones colectivas
- 1926. Exp. “Arte Pro-Cuba" de los alumnos de la Escuela de Pintura, Escultura y Grabado de la Real Academia de San Fernando.
- 1930. Exp. de los pensionados en Toledo por la casa del Maestro, Círculo de Bellas Artes, Madrid.
- 1931. Exp. de los pensionados de la Residencia de El Paular, Museo de Arte Moderno,  Madrid.
- 1932. Exposición Nacional de Bellas Artes, Salones del Casino, Tuy (Pontevedra).
- 1936. Exposición Nacional de Bellas Artes, Palacios del Retiro, Madrid.
- 1940. XII Bienal Internacional de Arte de Venecia, Venecia.
- 1944. Primera Exposición Española de Pintura y Escultura, Salamanca
- 1945. Exposición Nacional de Bellas Artes, Palacios del Retiro, Madrid; Exp. “El florero y el bodegón”, Museo de Arte Moderno, Madrid,
- 1946. Exp. “ La acuarela en la joven pintura española”, Galería Buchholz, Madrid.
- 1947. Exp “Arte Español Contemporáneo”, Museo Nacional de Bellas Artes, Buenos Aires.
- 1948. I Exposición de Pintura Contemporánea Española, Biblioteca Francisco Villaespesa, Almería; Exposición en Sala Clan, Madrid; Exp. Círculo_de_Bellas_Artes, Madrid.
- 1949. Exp. de bocetos para la decoración mural del Real Cortijo de San Isidro, Instituto Nacional de Colonización, Aranjuez; Exp. “Nuevos Maestros”, Galería Sur, Santander; Exp. Galería Revista de Occidente, Madrid; Exp. “Arte Moderno Español”, Galería Velázquez, Buenos Aires.
- 1950. Bienal Internacional de Pittsburgh (USA); XXV Bienal Internacional de Arte, Venecia; Exposición Nacional de Bellas Artes; Exp. “Primer Salón de Artistas Ibéricos”, Galerías_Layetanas, Barcelona; Exp. “Doce Artistas Españoles”, El Cairo.
- 1951. I Bienal Hispanoamericana, Museo de Arte Moderno, Madrid;
- 1952. Exposición Nacional de Bellas Artes; Exposición Internacional de Pittsburgh, Carnegie Institute, Pittsburgh (USA); Exp. “Paisajes Castellanos Contemporáneos”, Galería Biosca, Madrid; Exposición de Pintura Religiosa, Sala Arenal 18, Madrid.
- 1953. Exp. “La Escuela de Madrid”, Sala Macarrón, Madrid; II Bienal Paulista, Sao Paulo; Salón de Otoño, Círculo_de_Bellas_Artes, Madrid; Exposición de la Moderna Pintura Española, Escuela Superior de Bellas Artes, Buenos Aires. Exp "Homenaje a Vázquez Díaz", Museo Nacional de Arte Contemporáneo, Madrid.
- 1954. II Bienal Hispanoamericana, La Habana; Exp. "Cossío – Arias”, Palacio Foz, Lisboa; XXVII Bienal Internacional de Arte de Venecia, Venecia; Exposición Nacional de Bellas Artes; Exp. inauguración de la sala Faro de Vigo, Vigo; Concurso Nacional de Pintura, Alicante; I Exposición de Retratos Femeninos, Sala de la Dirección General de Bellas Artes, Madrid.
- 1955. Bienal de Pittsburgh (USA); I Bienal de Arte Mediterráneo, Alejandría; Exp. Ateneo de Caracas ; Exp. “Escuela de Madrid”, Sala Ruzafa, Valencia; III Bienal Hispanoamericana, Barcelona (1955-56).
- 1956. XXVIII Bienal Internacional de Arte de Venecia; Exp. “Escuela de Madrid”, Sala Macarrón, Madrid; Exp. “Pintura y Escultura Contemporánea Española”, Sala Parnaso, Atenas; Exp. “Pintura Española Contemporánea”, Londres; Exp. “10 Artistas Españoles”, Sala Vidal, París; Exp. Internacional, Caracas; Exp. “Joven Pintura Española”, Oviedo; I Exposición Municipal de Pintura, Gijón; Exp. “Castillos de España”, Asociación Española de Amigos del Arte, Madrid. VII Exposición de artistas, Casino de Salamanca
- 1957. Exposición Nacional de Bellas Artes; VIII Exposición de artistas, Casino de Salamanca; Concurso Ybarra, Madrid
- 1958. I Conferencia Artes Plásticas, Salón de Fomento de las Artes, Madrid; Certamen Provincial de Pintura y Escultura, Córdoba. IX Exposición de artistas, Casino de Salamanca.
- 1959. Exp. “La Escuela de Madrid”, Galería Mayer, Madrid; Exp. “4 pintores actuales: Francisco Arias, José Caballero, Juan Guillermo; Eduardo Vicente”, Museo de Bellas Artes de Bilbao; Exp. “20 años de Arte Español”, Lisboa; IX Exposición Nacional de Arte, Montilla (Córdoba).
- 1960. Exposición Nacional de Bellas Artes; Exp. “Generaciones”, Escuela de Bellas Artes de San Fernando, Madrid; Exp. “Retrato Español Actual”, Círculo de Bellas Artes, Madrid; Exp. “Colección J. Palacios Porta”, Galería Toisón de Oro, Madrid.
- 1961. Exp. “Pintura Española Contemporánea”, Museo de Bellas Artes de Bilbao; IV Bienal del Mediterráneo, Alejandría; I Exposición de Arte Actual”, San Sebastián; Exp. Figuración en la Pintura Madrileña de hoy”, Club Urbis, Madrid; Exp. “Homenaje a Zabaleta”, Sociedad de Amigos del Arte, Madrid. Concurso “Interpretando la Casa de Campo”. Ayuntamiento de Madrid.
- 1962. Exposición Nacional de Bellas Artes, Palacio de Exposiciones del Retiro, Madrid; Primera Exposición del ciclo El Paisaje. “La Escuela de Madrid", Aula Plástica del Servicio Nacional de Educación y Cultura, Madrid; Exp. “La Escuela de Madrid”, Galería Quixote, Madrid; I Exposición Antológica de la Crítica de Arte, Madrid. Exp. “El Paisaje Español”, Aula de Cultura del Ministerio de Educación Nacional, Madrid; I Certamen Nacional de Artes Plásticas, Aula Plástica del Servicio Nacional de Educación y Cultura, Madrid; Exp. "20 años de pintura española", Ateneo de Madrid. Exposición colectiva en Galería Grifé & Escoda, Madrid.
- 1963. Exp. “Artistas Españoles Contemporáneos”, itinerante por España; Bienal de Arte, Alejandría; II Bienal de Pintura y Escultura, Zaragoza; V Concurso Internacional de Dibujo Ynglada-Guillot, Barcelona; II Certamen Nacional de Artes Plásticas, Palacio de Cristal del Retiro, Madrid; Exp. Homenaje a Azorín, Monóvar, Alicante.
- 1964. Exposición Nacional de Bellas Artes, Palacio del Retiro. Madrid; Exp. “Pintores Españoles Contemporáneos” en la Feria Mundial de Nueva York; Concurso Nacional de Valdepeñas; Exp. “XXV años de Arte Español”, Palacio de Exposiciones del Retiro, Madrid, e itinerante por España. Exposición-homenaje a Jorge Larco, Galería Quixote, Madrid.
- 1965. Exp. “Primeras Medallas en las Exposiciones Nacionales”, Círculo de Bellas Artes, Madrid; Exp "Diez Maestros Actuales", Club Pueblo, Madrid; Exp. “La España de cada provincia”, Editora Nacional; Exp. "Las Provincias", Cáceres. Muestra de grabado de la Dirección General de Bellas Artes, Palacio Mudéjar, Sevilla; Exp. antológica conmemorativa 25 años, Sala Libros, Zaragoza; Exp. "23 artistas españoles", Casa de España, Rabat (Marruecos).
- 1966. Concurso Internacional de Pintura Mediterránea de Alicante; Exp. "Los toros en el arte", Galería Bique, Madrid; Exp "Grabado Español Contemporáneo", Palacio Provincial, Diputación de Zaragoza.
- 1967.; Exp. “Selección de fondos del Museo Nacional de Arte Contemporáneo”, Colegio de Arquitectos de Cataluña y Baleares, Barcelona; I Bienal Internacional de Pintura Estrada-Saladich, Barcelona; Exp. homenaje a Manuel Sánchez Camargo "17 pintores de la Escuela de Madrid", Sala El Bosco, Madrid. IV Bienal de Pintura y Escultura, Zaragoza.
- 1968. I Bienal Nacional de Pintura, Bilbao.
- 1969. Exp. “Quince pintores españoles”. Galería Edaf, Madrid; Exp. “Saludo al arte español”, Almacenes Ohrbach, Nueva York.
- 1970. Exp. "Pintores de hoy en Madrid", en la galería Mundi-Art, Barcelona.
- 1971. Exposición de los artistas socios de honor del Círculo de Bellas Artes, Madrid; Exp. “El Paisaje en la Pintura Contemporánea Española”, Fundación Calouste Gulbenkian, Lisboa.
- 1972. Exp. “Nuevos Maestros”, Sala Sur, Santander; Sala Monzón, Madrid; Exp. “Homenaje a Camón Aznar”, Club Urbis, Madrid; Exp. “Minicuadros”, Galería Círculo 2, Madrid; Exp. “Colectivo de Primavera”, Galería Edaf, Madrid; Exp. “Pequeño y mediano formato”, Galería Arteta, Bilbao; Exp. “Veinte años de pintura española”, Caja de Ahorros de Alicante; Exp. “Maestros españoles del siglo XX”, Sala Libros, Zaragoza; Exp. “Homenaje a José Laffond”, Galería Studio, Madrid. Exp. “Homenaje a Ceballos de sus compañeros”, Galería Arteta, Bilbao.
- 1973. Exp. “Maestros Contemporáneos del Paisaje Español”, Sala Sur, Santander; Exp. “ El doctor Soler Blanco y los Salones de los Once”, Galería Biosca, Madrid; Exp. Sala Monzón, Madrid; Exp. “Escuela de Madrid”, Galería Galatheo, Valencia; Exp. “Artistas de la Galería”, Galería Kreisler, Madrid; Exp. “Homenaje a la Pintura Española Contemporánea”, Galería El Anticuario, Madrid; Exp. “El Bodegón en la Pintura Española Contemporánea”, Galería Frontera, Madrid; Exp. “La Nieve en la Pintura Contemporánea Española”, Galería Biosca, Madrid; Exp. "La Escuela de Madrid. De Solana a Redondela", Sala Van Gogh, Vigo. Exp. "Veinte años de pintura española, 1950-1972. Casa de Colón, Las Palmas de Gran Canaria.
- 1974. Exp. "Pequeñas joyas para grandes museos", Galería Frontera, Madrid; Exp. Sala Monzón, Madrid.
- 1975. Exp. Galería Melchor, Sevilla. Exp "Individuación del paisaje", Ateneo de Madrid; Exp. Galería Gavar, Madrid.
- 1976. Exp. "En torno al mar", Galería Biosca, Madrid; Exp. “Quinto Aniversario”, Galería Gavar, Madrid. Exp. "La Figura humana", Galería La Kábala, Madrid. Exp. Galería Cid, Madrid.
- 1977. Exp. “Pintura Figurativa Española”, Museo de Arte Contemporáneo, Sevilla.
- 1978. Exp. "La Escuela de Madrid y el Grupo El Paso", Museo Municipal, Madrid; Homenaje a la Escuela de Madrid, Galería Altex, Madrid; Exp. "Pintura española del siglo XX"; Museo de Arte Moderno, Ciudad de México.
- 1982. Exp. "La pintura figurativa moderna", Palacio de la Merced, Córdoba.
- 1983. Exp. "Maestros del paisaje", Galería Altex, Madrid.
- 1985. Exp. colectiva, Galería Gavar, Madrid.
- 1986. Exp. "Fondos pictóricos de la Diputación Provincial de Córdoba", Palacio de la Merced, Córdoba.
- 1990. Exp "La Escuela de Madrid en Salamanca", Universidad de Salamanca. Exp. antológica de la Escuela de Madrid, Sala de exp. Casa del Monte, Madrid.
- 1991. Exp. "De El Paular a Segovia (1919-1991)", Caja Segovia, Torreón de Lozoya, Segovia
- 1993. Exp. "Arte para después de una guerra", Dirección General del Pagrimonio Cultural-Fundación Caja Madrid, Madrid; Exp. "El color de las vanguardias: Pintura española contemporánea 1950-1990 en la colección Argentaria"; Iglesia de las Francesas, Valladolid.
- 1994. Exp. "Escuela de Madrid. La esencia del Paisaje", itinerante por España.
- 1996. Exp. "Dos Amigos. Francisco Arias. Cristino Mallo", Galería Leandro Navarro, Madrid; Exp. "Gerardo Diego y los pintores"; Centro Cultural de la Villa, Madrid.
- 1997. Exp. "Plástica de vanguardias en la colección Carlos Areán", Casa de Galicia, Madrid. Exp. "Becas y premios", Palacio de la Merced, Córdoba; Exp. "Suerte suprema",Palacio de la Merced, Córdoba.
- 1998. Exp. "El paisaje", Palacio de la Merced, Córdoba. Exp. "Paisajes", Galería Leandro Navarro, Madrid.
- 2000. Exp "Colección Ferrer Blanco: El desnudo", Museo de Salamanca.
- 2001. Exp. "Colección Ferrer Blanco: El bodegón", Museo de Salamanca.
- 2008. Exp “Sala Studio. 1948-1952”, Museo de Bellas Artes de Bilbao.
- 2014. Exp. "París, Madrid. Arte de una época en la Fundación Antonio Campillo", Centro de Arte Palacio Almudí, Murcia y Centro de Arte Museo de Almería.
- 2015. Exp. “El paisaje en la Colección de la Casa de Colón”, Las Palmas de Gran Canaria. Exp. "Córdoba luciente en sus fundaciones y museos"; Museo de Bellas artes de Bilbao.
- 2016. Exp. "El libro ilustrado:técnicas de estampación", Museo Lázaro Galdiano, Madrid.

### Presencia en museos y colecciones
- Museo Nacional Centro de Arte Reina Sofía. Madrid.
- Museo de Bellas Artes de Bilbao.
- Real Academia de Bellas Artes de San Fernando. Madrid
- Museo de Arte Contemporáneo (Madrid)
- Museo de Historia de Madrid
- Museo Goya - Colección Ibercaja. Zaragoza
- Museo de Arte Contemporáneo de Toledo.
- Museo de Jaén.
- Museo de Arte de Gerona. Museu d’Art de Gerona.
- Museo municipal de Bellas Artes (Santa Cruz de Tenerife).
- Museo de Bellas Artes Gravina, Alicante.
- Centro de Arte y Naturaleza Fundación Beulas. Huesca.
- Casa Museo Azorín, Monóvar, Alicante. (en Wikipedia)
- Casa de Colón (Las Palmas de Gran Canaria).
- Diputación de Córdoba.
- Fundación BBVA.
- Fundación Telefónica.
- Legado Gaya Nuño. Caja España. Soria.
- Fundación Mapfre.
- Colección Corporativa Iberdrola

### Amigos y contertulios
Mantuvo amistad con Alberto Sánchez, con sus compañeros en la Escuela de San Fernando: Rafael Zabaleta, Juan Antonio Morales, los hermanos Conejo, Maruja Mallo y Cristino Mallo (con este compartió estudio y tertulia durante muchos años); Pancho Cossío ( con quien expuso conjuntamente en Lisboa) ; Agustín Redondela, Cirilo Martínez Novillo, Pedro Bueno.
“Conocí a Francisco Arias en la tertulia de Fernando de Milicua y Juan Antonio Gaya Nuño, primero en el Café Gijón, después en la Cervecería Correos, allá por los años cuarenta y pocos. En la nómina de aquellas tertulias se enlutan ya muchos nombres: Milicua, Gaya Nuño, Zabaleta, Pancho Cossío, Mateos, Pedro Flores, Martín Caro, Villalobos, Juan Guillermo, José María de Ucelay, Uranga, Acebal Ydígoras, Baeza, Planes, Hernández Carpe, Antonio Gómez Cano, Ceballos, Genaro Lahuerta, Leonardo Martínez Bueno, Ortega Muñoz, Perceval, Viola, ¿tantos y tantos!. Quedan, por fortuna, otros muchos: Martínez Novillo, Redondela, Guijarro, Álvaro Delgado, García-Ochoa, Vela Zanetti, Antonio de Miguel, Abuja, Mampaso, Modesto Ciruelos, Alberto Duce, Ángel Medina, Navarro Ramón, Barjola, Vargas Ruiz, Lozano, Víctor González Gil, Carlos Ferreira, Bisquert, Antonio Palacios, Cristino de Vera, Paco Alcaraz, Javier Clavo, Pepe Lapayese, Molina Sánchez, Juan Haro, Prieto Nesperéira, Julio Antonio Ortiz, Sansegundo, José Díaz, Capuleto... Nómina, nada exhaustiva que supone un capítulo muy significativo de la llamada por Sánchez Camargo "Escuela de Madrid".

## Escritos sobre Paco Arias
El paisaje se hundió. Ya sólo existe

porque tú le condenas con tu salvamento.

La vertedera de tu arado

derrama a un lado y otro

planos inclinados que se alternan, se alejan.

Las tierras de la tierra escurren, ruedan

y se agarran briosa, desesperadamente

a la otra tierra del subsuelo que es cerebro.

Y cuánta inmensidad

de páramos y brañas, tejones y cenizas.

Porque esta tierra cerebrada

está pariendo alcances, magnitudes,

fecundando el vigor de cardos y de arañas,

redimiéndose de torpes realidades

en el nocturno del lienzo dormido.

El creador del paisaje es un hombre que olvida,

es un hombre que borra al cerrar sus pestañas.

Y vuelve a abrir sus párpados. Y aquello ya no existe.

Su memoria le viene de cuando el ser no era,

y no eran la luz ni los campos. El sueño,

compañero de Dios, sí que existía,

y en ese sueño -acuérdate- ya estaba tu pintura.

A Paco Arias

Gerardo Diego, Madrid, 1973.

(...) No es un pintor intelectual que pinte con arreglo a prejuicios esquemas mentales, sino un pintor sensual, súbdito placentero de los sentidos. Sus ojos contemplan un mundo fluido, aéreo, pululante de luces y colores. Su pincel no tiene tiempo de recrear y recrearse en las formas; tiene prisa por trasladar al lienzo los mil matices de una vibrante realidad que busca en su paleta irisaciones, relumbres, espumas que, rehuyendo toda concreción se modela sutilmente a través de esbozos y alusiones, Por eso, Francisco Arias ama los escuetos paisajes castellanos, donde la Naturaleza se reduce a lo mínimo indispensable, permitiéndole desplegar su evidente maestría colorista en raros matices de gamas monocromas. Y eso le empuja a pintar fósiles y paisajes submarinos en los que nácares y algas diluyen sus perfiles. Y a interpretar esos paisajes urbanos de Madrid y Toledo en que las ciudades lejanas están a punto de convertirse en cromáticas vedijas de niebla".

Cuadernos de arte del Ateneo de Madrid. Exposición en el Ateneo de Madrid, 22 de marzo de 1957.

(...) Es uno de los grandes pintores de nuestro momento, y por sus inclinaciones últimas, absolutamente insertable en este recuento de los prolongadores -cada uno a su modo- del fauvismo ibérico. La verdad es que la catalogación es lo de menos. Yo he conocido muchos años y mucha etapas de Francisco Arias. Y podían diferir en lo adjetivo, pero no en lo nominal, en su calidad de considerabilísimo pintor.

Juan Antonio Gaya Nuño. La pintura española del siglo XX. 1970.

(...) Dentro de la Escuela de Madrid es, sin duda alguna, Francisco Arias quien ha llevado la materia a sus máximas consecuencias expresivas, hasta el punto de que progresivamente ha ido eliminando de sus lienzos las referencias figurativas ortodoxas para subordinarlas al color puro. 

Antonio Martínez Cerezo. La Escuela de Madrid. 1977.

## Obra
Francisco (Paco) Arias es considerado, al igual que varios de sus compañeros de estudios en la Real Academia de San Fernando, como un pintor del “arte nuevo”, es decir, del proceso de vinculación de las artes plásticas española con el Movimiento Moderno internacional de las primeras décadas de siglo XX.
Francisco Arias invita en sus obras a la comprensión de un clima en el que todo se enaltece por su melancólica, lírica y desgarrada entrega. Armoniza la acritud de sus materiales vivos con la ternura sensible y como dejada que envuelve en todo instante su obra.
No repite, como un naturalista, la imagen en la luz de la representación, sino que es la idea plástica la que le sirve de modelo. La naturaleza de lo representado en los cuadros de Arias, su naturaleza intrínseca, es sustituida por una naturaleza pictórica; la materia supone ya un primer motivo de valor en su total entendimiento del cuadro.
Ni en el paisaje ni en la figura pretende trasladar una copia exacta del natural, sino una interpretación que está condicionada a lo que le ha producido una emoción. Le interesa conseguir el ambiente que envuelve a la figura o al paisaje. De hecho indicó que ”el paisaje, siendo esencial, es casi un pretexto para pintar, para hacer ”pintura”.
La temática de sus obras se concentra en el paisaje, la figuración humana, en la que destacan los desnudos, y los bodegones. Su evolución artística se refleja de distinto modo en cada motivo.
Sus paisajes de los primeros años cuarenta destacan por un claro predominio de colores intensos, incluso fauvistas, que sugieren las formas mediante su aplicación generosa y las mezclas que evitan colores puros. Se aprecia un cambio en la mitad de esta década cuando los colores en sus lienzos tienen una presencia térrea y más apagada,  al tiempo que la pincelada se hace más suave (Paisaje Castellano, c1945-6).En estas obras está el germen de su posterior madurez y continuidad en lo paisajístico.
En los años cincuenta,  paisajes urbanos, lejanos y de carácter más naturalista, en los que aparece una cierta recreación del detalle (Toledo, 1951; Madrid a lo lejos,    c1952-3; Paisaje de Morella, 1958), se alternan con obras que muestran otras vistas de ciudad en las que la naturaleza cede su protagonismo y las imágenes anónimas de los edificios ocupan gran parte del lienzo (Paisaje Urbano, 1956).
A finales de los años cincuenta y durante los años sesenta retoma la representación de paisajes innominados, de campos castellanos, vistos en su solemne y terrosa modestia. Gradualmente su representación se va haciendo más severa y contenida; el paisaje más compacto, reduciendo su coloración. (Paisaje con tendido eléctrico. 1961).  Esta interpretación de lo castellano puede considerarse la más original de la llamada Escuela de Madrid si bien algunos críticos han encuadrado a Arias dentro del expresivismo poético o neofigurativismo.  Inicia una ligera tendencia hacia la abstracción (Paisaje con cráter. c1962).
Al fin de los años sesenta mantiene su sobrio lenguaje propio, su soledad geológica, su idealismo poético, su armonía casi mágica y sus refinados valores táctiles, aunque se manifiesta una tendencia a aclarar sus colores y profundizar en sus texturas. 
En el tratamiento de la figura humana es considerado por diversos críticos como uno de los grandes retratistas del siglo XX. Su interpretación de la figura humana siempre ha pretendido reflejar el ambiente que circunda a los personajes que pinta, con especial atención por el universo femenino. Partiendo de una representación humana canónica y realista en los años cuarenta (Carnaval.1944; Maternidad de la guerra. c1945-46) evoluciona hacia la representación de figuras femeninas, hermosas, simples y humanísimas, representadas en ambientes cotidianos y festivos (Interior del metro. c1947-48; Maternidad. 1952; Señoras en el teatro. c1952-53).
En los sesenta avanza en sus obras de desnudos femeninos, con una suavidad y mágica sutileza de pincelada que nunca abandonará, buscando una sensualidad en su sentido más noble, con una atmósfera repleta de sugerentes transparencias, de veladuras inventadas que dejan la figura como lejana, envuelta en una ensoñada neblina.
Entre los retratos destacan, entre otros,  los de su esposa (1953), padre (c1952-55), madre (1956), el del crítico y literato Juan Antonio Gaya Nuño y el del pintor y amigo Pancho Cossío (1976), así como su propio autorretrato (c1955-56).
Sus bodegones, habitualmente compuestos con la sobriedad de un teorema geométrico, incluyen objetos que todos hemos frecuentado desde la niñez.  Francisco Arias sabe percibir la poesía en los objetos humildes y consigue la armonía de color que es distintivo del género. Busca sintetizar las formas mediante evanescencias y veladuras. Los bodegones de su última etapa resumen con precisión la síntesis a la que llegó su pintura, con sus coloraciones minerales sobre texturas con el mismo protagonismo, o más, que el color. En su última época la abstracción es significativamente apreciable (Vasijas. c1974-75).

## Monografías
- Francisco Arias (1911-1977]. VV.AA. Centro Cultural del Conde Duque. 1990
- Arias. Julián Castedo Moya. Colección Artistas españoles Contemporáneos. 1974
- Dibujos de Arias. Leopoldo Rodríguez Alcalde. Colección Maestros Contemporáneos del Dibujo y la Pintura. 1970
- Dos amigos: Francisco Arias y Cristino Mallo. Colección Recordando Artistas España siglo XX. Galería Leandro Navarro. 1996